# Quartet de corda núm. 3 (Bacewicz)
El Quartet de corda núm. 3 és una composició per a quartet de corda escrita l'any 1947 per la compositora polonesa Grażyna Bacewicz. La violinista-compositora va escriure aquesta peça durant la seva estada a París després de l'⁣aixecament de Varsòvia de 1944, i més tard va rebre el Premi del Ministeri de Cultura de Polònia el 1955 juntament amb la seva Simfonia núm. 4 i el Concert per a violí núm. 3. Aquest quartet va ser el primer que es va publicar inicialment juntament amb els quartets 4-7 abans de reimpressions més recents dels seus quartets anteriors.

## Context històric
Després de l'operació fallida a Varsòvia, Bacewicz i la seva família van marxar temporalment de Polònia durant els violents conflictes de la Segona Guerra Mundial. A la seva tornada, Varsòvia va ser llavors ocupada pels alemanys, fent que les seves autoritats prohibissin l'actuació de la música polonesa. Això va portar a Bacewicz i altres a interpretar i fer llegir les seves obres durant concerts underground privats. Després d'establir-se a París i consolidar-se com a solista de renom, Bacewicz va escriure el Tercer Quartet. En aquest període contrastantment optimista de la seva vida que li va oferir un grau més alt de llibertat creativa, Bacewicz va assenyalar diverses de les experiències positives que va tenir tant com a violinista com a compositora, remarcant l'orgull per la seva composició del quartet i pel que fa a la seva composició del quartet, assenyalant que "París té una qualitat inefable que és favorable al treball creatiu".

## Anàlisi
Escrit durant l'època de composició notablement neoclàssica de Bacewicz, aquest quartet va precedir el seu posterior ús de cançons populars poloneses com es veu al Quartet de corda núm. 4. Amb un ús polifònic freqüent de moviment contrari, entrellaçades de línies melòdiques, escales de tons sencers i passatges cromàtics, el quartet es basa més en l'harmonia triàdica que la de les seves obres posteriors que presenten intents de tècniques compositives més avantguardistes com el serialisme, tot i que és encara no del tot tonal i conté molts gestos i frases sense una cadència tradicional. Els tres moviments tenen una signatura de tonalitat sense sostinguts ni bemolls, però no es troben especialment en les tecles associades de do major o la menor. Això es pot veure clarament en l'obertura del primer moviment, que arriba a una secció que es podria considerar en re major, però està anotada totalment amb accidentals. Aquesta obra inclou marques detallades d'arcs, estils, articulacions, cordes destinades a tocar i gestos expressius com ara glissandos cap avall. Bacewicz va orquestrar de manera clara grans seccions del quartet per permetre harmònicament l'ús freqüent de cordes obertes i els seus respectius harmònics naturals al llarg dels tres moviments.